# La llave (álbum)
La llave es el sexto álbum de estudio de Abel Pintos. Fue grabado bajo el sello discográfico de Sony Music y en el 2008 ganó un premio Carlos Gardel con la categoría de "Mejor álbum folklore alternativo".

## Lista de canciones
| N.º | Título                                                               | Escritor(es)                                    | Duración |  |
| 1.  | «Todo está en vos»                                                   | Abel Pintos - Enzo Pauletti - Ángel González    | 3:50     |  |
| 2.  | «Dueños del amor»                                                    | Abel Pintos - Ariel Pintos                      | 2:44     |  |
| 3.  | «Solo canto por vos»                                                 | Abel Pintos                                     | 2:27     |  |
| 4.  | «Hasta aquí»                                                         | Abel Pintos - Ariel Pintos                      | 3:17     |  |
| 5.  | «La llave»                                                           | Enzo Pauletti - Afredo F. Hernández             | 4:11     |  |
| 6.  | «Más que mi destino»                                                 | Abel Pintos                                     | 3:06     |  |
| 7.  | «Canta»                                                              | Abel Pintos - Ariel Pintos                      | 3:02     |  |
| 8.  | «De amor y de guerra»                                                | Abel Pintos                                     | 2:28     |  |
| 9.  | «La voz del olvido»                                                  | Abel Pintos                                     | 3:04     |  |
| 10. | «Tiempo»                                                             | Abel Pintos - Ariel Pintos                      | 3:42     |  |
| 11. | «Latidos»                                                            | Abel Pintos - Ariel Pintos - Ángel González     | 3:13     |  |
| 12. | «Crónica»                                                            | Abel Pintos - Ariel Pintos - Ángel González     | 2:37     |  |
| 13. | «Todo (Y lo que no tengo) (con Peteco Carabajal y Raly Barrionuevo)» | Abel Pintos                                     | 3:02     |  |
| 14. | «Simple canción»                                                     | Abel Pintos - Andrés Giménez - Eduardo Vaillant | 2:50     |  |

- Datos: Q25413417